# Falttür

Zwei vierteilige Falttüren

Eine Falttür ist eine Tür, die aus einer beliebigen Anzahl von vertikalen Elementen, die über gelenkige Scharniere verbunden sind und beim Öffnen zu einer Art Zickzack zusammengeschoben oder gefaltet werden. Bauvarianten sind Harmonikatür und Faltschiebetür.

## Konstruktionsprinzip
Eine Falttür besteht aus einzelnen Türblättern, die seitlich mit Scharnieren, Gelenken oder Scharnierbändern aneinander befestigt sind, und so als bewegliche Elemente die Tür bilden.
Falttüren können auch als Schiebetüren ausgebildet werden, wobei zwei Konstruktionsprinzipien möglich sind:
1. hängend: Der Laufapparat fährt in einer über der Tür befindlichen Laufschiene, am Boden ist eine Führungsschiene möglich
2. stehend: Der Laufapparat fährt auf eine Führungsschiene am Boden, eine obere Führung ist im Allgemeinen zwingend, kann in Ausnahmefällen (freistehende Falttür) unterbleiben

## Bauformen
Nach EN 1527:1998 Beschläge für Schiebetüren und Falttüren kennzeichnet eine Falttür auf Ziffer 8 Türart:
- Klasse 2 = Falttür (2-flügelig)
- Klasse 3 = mehrflügelige Falttür

Falttüren lassen sich in drei Gruppen einteilen:
1. Falttür im eigentlichen Sinne: Sie besteht aus ganzen Flügeln, und faltet sich nur zu einer Seite ragend. Die Führungsrollen befinden sich in jedem zweiten Gelenk „auf Winkel“. Aufgrund deren einseitiger Belastung beim Auslenken ist eine ober- und unterseitige Führung zwingend erforderlich.
2. Harmonikatür: Die Befestigung ist in der Mitte jeder Flügelbreite montiert, die Flügel falten sich zur Hälfte nach innen und außen. Das Gewicht greift zentrisch an, und es ist nur ein Laufapparat, aber keine Führung nötig. Nachteilig ist, das ein dichter Abschluss weder oben noch unten möglich ist, und sich diese Konstruktion nur für innen eignet.
3. Faltschiebetür: Das sind Türen, die sich „um die Ecke“ öffnen. Die Flügel können auch in gekrümmten Führungsschienen laufen und schlagen nicht auf. Der Raumbedarf ist minimal.
  1. Faltschiebetüren können sich neben waagrecht aber auch senkrecht falten, und laufen dann meist aufwärts und die Decke entlang

Das Öffnen und Schließen kann manuell oder über Aktuatoren (elektrisch, hydraulisch oder pneumatisch) erfolgen. Für die Ver- und Entriegelung sorgen spezielle Sätze von Falttürbeschlägen, mit denen auch wärme- und winddichte Bauweisen möglich sind.
Eine bei Schienenfahrzeugen häufig verwendete Bauart wird als Drehfalttür bezeichnet.

## Einsatzbereiche

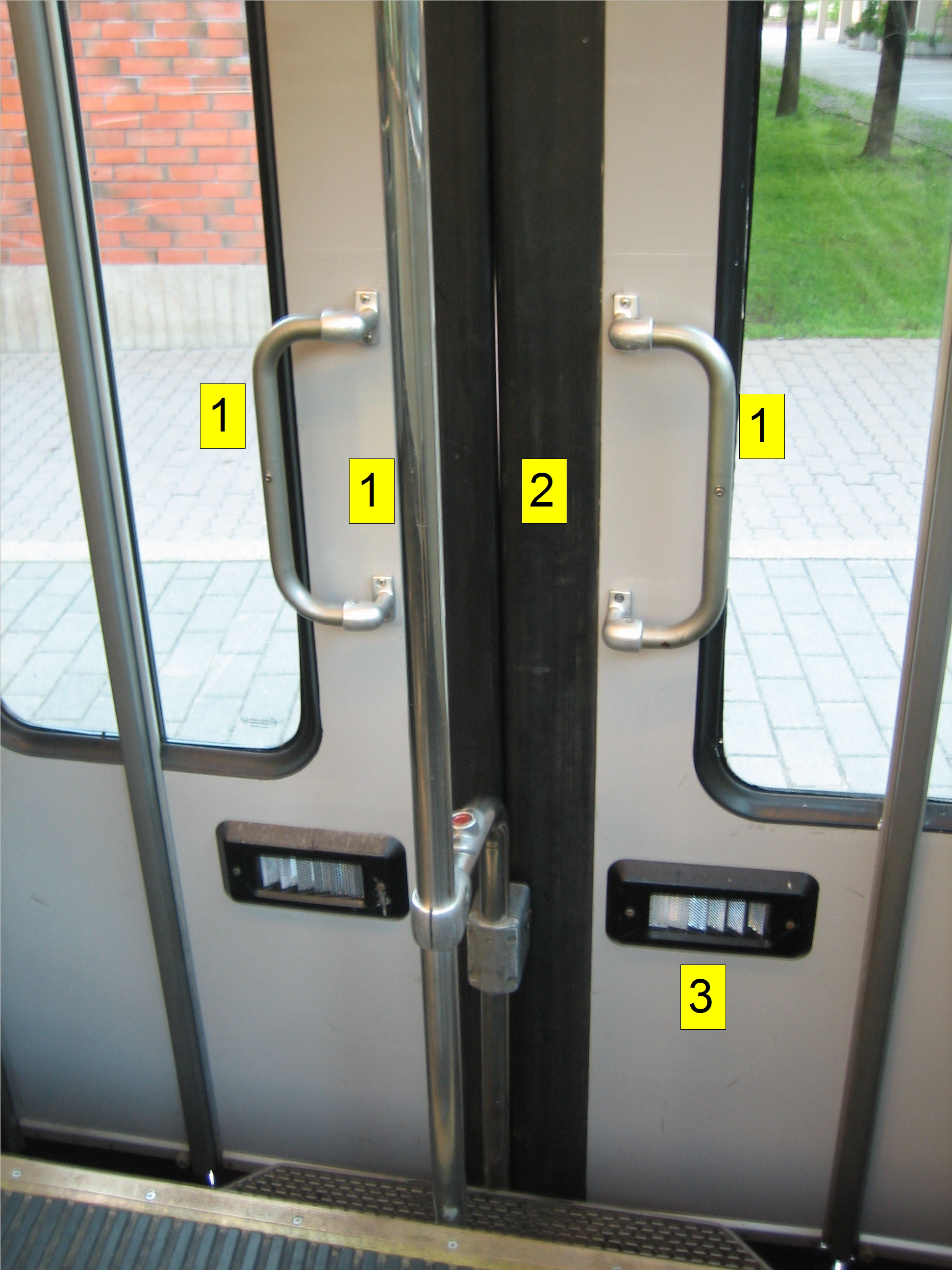
Klappfalttür bei einem Straßenbahnwagen

- Falttüren eignen sich besonders für räumlich beengte Lagen, in denen ein Vollflügel nicht aufschlagen kann, stört oder gefährdet. Die Flügelbreite kann sehr klein gewählt werden. Selbst mit Normalflügelmaßen zwischen 700 und 900 mm überragen Harmonikatüren den Stock nur wenig.
- Falttüren erlauben große Durchlassbreiten. Mit etlichen Feldern lassen sich große Flächen überdecken. Daher eignen sich Falttüren etwa für Veranden und Zugänge zu Wintergärten, oder als Raumtrenner für Konferenzräume und Säle im Hotel-, Gast- und Veranstaltungsgewerbe.
- Falttüren haben keine explizite Schlagseite. Daher werden sie etwa in öffentlichen Verkehrsmitteln (Straßenbahn, Obus, Omnibus, Silberlinge) eingesetzt – wo der türbedienende Fahrer meist keine direkte Sicht auf die Tür hat – weil die Gefahr des Einklemmens eines Fahrgastes vergleichsweise gering ist.
- Alle drei Vorteile zeichnen sie insbesondere für Garagentore oder Fahrschächte aus. Durch geeignete Roll- und Führapparate sind auch Tore in riesigen Ausmaßen möglich, etwa für Konstruktionshallen in Flugzeug- und Schiffbau oder für Hangars.

Der Vorteil der Falttür gegenüber einer Schiebetür ist, dass die Schiebetür mindestens eine volle Blattbreite seitlichen Raum benötigt, während sich die Falttür optimalerweise auf ein Maß Blattstärke × Blattanzahl reduziert.

Falttüren von leichter Bauweise und guten Rolllagern öffnen sich mit geringem Kraftaufwand. Nachteilig ist der relativ träge Öffnungsvorgang. Daher sind Falttüren jeglicher Bauart für Fluchtwege nicht zulässig. Eine feuerbeständige Ausführung ist aber möglich.

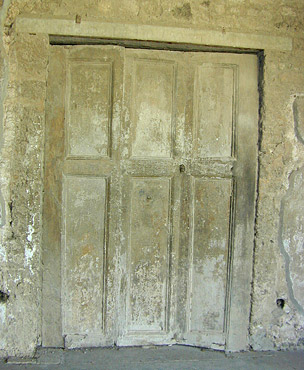
Römische Falttür in Pompeji (1. Jh. n. Chr.).

Im Möbelbau sind sie insbesondere bei Sekretären, Kommoden und anderen Galanteriemöbeln zu finden. Dabei werden sie im traditionellen Handwerk teils mit Klavierband konstruiert, teils aber auch aus schmalen Leisten, die auf einen Stoff aufgezogen sind. Dadurch sind Faltschiebetüren bei engsten Radien möglich.

## Geschichte
Bereits die Römer kannten Falttüren, wie Ausgrabungen in Pompeji (Italien) gezeigt haben.

## Normen
Bauwesen allgemein:
- EN 1527:1998-12 Schlösser und Baubeschläge – Beschläge für Schiebetüren und Falttüren – Anforderungen und Prüfverfahren
- ÖNORM B 3852 2006-05-01 Feuerschutzabschlüsse – Hub-, Hubglieder-, Kipp-, Roll-, Schiebe- sowie Falttüren und -tore – Anforderungen, Prüfung, Kennzeichnung
- Sowie die allgemeinen Normen betreffend Türen, Feuerwiderstand, Automatische Türsysteme

Spezielle Anwendungen:
- DIN 18090: 1997-01 Aufzüge – Fahrschacht-Dreh- und -Falttüren für Fahrschächte mit Wänden der Feuerwiderstandsklasse F 90

Fahrzeugbau:
- DIN 27203:2004-02 Zustand der Eisenbahnfahrzeuge – Fahrgastraum. Teil 2: Einstiegtüren; Teil 6: Stirnwandtüren/Übergangstüren; Teil 7: Ladetüren